# جاد ساكستون
جاد ساكستون (Jad Saxton) هي مؤدية أصوات أمريكية ولدت في 27 سبتمبر 1979.

## أدوارها في الأنمي

### مسلسلات أنمي تلفزيونية
- غوست هنت - ماساكو هارا
- فايري تايل - شارل
- سول إيتر - جاكلين أو. لانترن
- إندكس معينة خاصة بالسحر - كوموي تسوكويومي
- رايلغان معينة خاصة بالعلم - كوموي تسوكويومي
- شيكي - يوكي شيومي
- أوكامي-سان ورفاقها السبعة - ميمي أوسامي
- ون بيس - نيكو روبن (أيام الطفولة)
- يوميات المستقبل - أورين مياشيرو
- أريا الرصاصة القرمزية - ريكي
- لاست إكسايل: فام ذات الأجنحة الفضية - فام فان فان
- فريزينغ - أرنيت ماكميلان
- باكانو! - إيف جينوارد
- توريكو - يون
- هل هذا زومبي؟ - هارونا
- سايكوباس - كوميسا
- سبيس داندي - أديلي
- إيوريكا سفن AO - إيلينا بيبلز
- كود:بريكر - أوبا تاكاتسو

### أفلام أنمي
- أطفال الذئب - يوكي

## وصلات خارجية
- جاد ساكستون على موقع IMDb (الإنجليزية)
- جاد ساكستون على موقع ANN person (الإنجليزية)